# Родина (телесериал, 2015)
«Ро́дина» — российский телесериал в жанре психологического триллера, российская адаптация популярного американского сериала «Родина» на основе израильского сериала «Военнопленные» . 
Сюжет сериала схож с сюжетом «Родины (2011)» и рассказывает о трагедии офицера, освобожденного из многолетнего заточения.
Первый сезон сериала состоит из 12 серий. Первый показ состоялся 16 марта 2015 года на телеканале «Россия-1». Режиссёр: Павел Лунгин. Производство: кинокомпания «ВайТ Медиа».
Сериал, который содержит сцены с элементами эротики и насилия, получил высокие рейтинги среди зрителей, став для телеканала «Россия-1» самым успешным за предыдущие два года телесериалом. 

## Сюжет
Действие сериала начинается в 1993 году. Майор морской пехоты Алексей Брагин и снайпер Юрий Хамзин пропали без вести во время военной операции федеральных войск на Северном Кавказе.
Спустя шесть лет в ходе совместной спецоперации ФСБ и спецназа ГРУ на Северном Кавказе уничтожен лагерь по подготовке террористов; захвачен бункер, в котором обнаруживается прикованный к стене и заросший бородой Брагин.
История майора, шесть лет считавшегося погибшим, быстро становится достоянием СМИ. Освобожденный Брагин находится в тяжелом психологическом и физическом состоянии, он изможден пытками и долгими годами одиночного заключения. С Брагиным начинают работать врачи и психологи, а также Анна, эксперт-аналитик контртеррористического центра ФСБ.

## Производство
Осенью 2012 года телекомпания «ВайТ Медиа» объявила о том, что приобрела права на адаптацию израильского телесериала «Военнопленные», который лёг в основу его американской адаптации Homeland. Съёмки начались в марте 2014 года в Москве, закончились 1 октября 2014 года.

## Список эпизодов
| № | #  | Название | Режиссёр     | Сценарист       | Дата выхода   |
| --- | -- | -------- | ------------ | --------------- | ------------- |
| 1 | 1  | TBA      | Павел Лунгин | Тимур Вайнштейн | 16 марта 2015 |
| 1998 год. Сотрудница Контртеррористического центра (КТЦ) Анна Зимина узнаёт в ходе разведывательной операции в Бейруте о том, что чеченские террористы завербовали российского офицера и готовят теракт. Несколько лет спустя (1999 год) в ходе спецоперации из плена освобождают майора морской пехоты Алексея Брагина. Анна подозревает, что майор и есть тот завербованный офицер, и устанавливает за ним негласную слежку. |    |          |              |                 |               |
| 2 | 2  | TBA      | Павел Лунгин | Неизвестно      | 17 марта 2015 |
| Анна получает неопровержимые доказательства того, что считавшийся уничтоженным известный террорист Бен Джалид жив. Брагин с трудом привыкает к мирной жизни, ему сложно установить отношения с детьми, Катей и Иваном. Анна обнаруживает, что он периодически уходит в гараж, где не установлены камеры. |    |          |              |                 |               |
| 3 | 3  | TBA      | Павел Лунгин | Неизвестно      | 17 марта 2015 |
| Семья Брагиных готовится к интервью для федерального телеканала. Но обстановка накаляется: дочь Катя, знающая об отношениях матери с Дмитрием Брагиным, братом Алексея, обвиняет мать в измене. Катя встречается с друзьями и попадает под милицейскую проверку, в результате чего оказывается задержана. Брагин, пользуясь своей известностью, вызволяет дочь.                                                                |    |          |              |                 |               |
| 4 | 4  | TBA      | Павел Лунгин | Неизвестно      | 18 марта 2015 |
| Анна выясняет, что глава охраны арабского принца перед вылетом из страны посетил один из пунктов Хавалы, международной мусульманской сети платежей. За пунктом устанавливают наблюдение. На одной из фотографий Михаил Вольский узнаёт своего бывшего студента. |    |          |              |                 |               |
| 5 | 5  | TBA      | Павел Лунгин | Неизвестно      | 18 марта 2015 |
| Сотрудники КТЦ захватывают Латифа — террориста, пытавшего Брагина в зиндане. Вольский, Анна и Брагин приезжают на допрос. Из Латифа вытягивают информацию, играя на его желании спасти свою семью. Дмитрий хочет вернуть Елену. Для этого он налаживает отношения с сыном Брагина — Ваней, который относится к нему куда лучше, чем к родному отцу.                                                                            |    |          |              |                 |               |
| 6 | 6  | TBA      | Павел Лунгин | Неизвестно      | 19 марта 2015 |
| Стремясь доказать причастность Брагина к смерти Латифа, Анна убеждает начальство проверить на полиграфе всех, кто был на допросе. Елена и Брагин всё больше отдаляются друг от друга. Их семья на грани распада. Брагин идёт в бар, где встречается с Анной. |    |          |              |                 |               |
| 7 | 7  | TBA      | Павел Лунгин | Неизвестно      | 23 марта 2015 |
| После проверки на полиграфе Анна и Брагин вместе уезжают за город. Их роман развивается, но в результате оплошности девушки Брагин понимает, что она следила за ним. Юлию перехватывают на границе. С помощью Вольского она соглашается сотрудничать с КТЦ и составляет портрет завербованного русского офицера. Это не Брагин. Оказывается, что снайпер Юрий Хамзин жив.                                                      |    |          |              |                 |               |
| 8 | 8  | TBA      | Павел Лунгин | Неизвестно      | 24 марта 2015 |
| Брагин мирится с женой. Их семья восстанавливается. Супруги вместе посещают торжественный приём в честь партии Басова. Анна планирует выйти на Хамзина, задействовав его жену Тамару. Брагин не может поверить, что его боевой товарищ жив. Он приезжает к Азизу - одному из сторонников бен Джалида. |    |          |              |                 |               |
| 9 | 9  | TBA      | Павел Лунгин | Неизвестно      | 24 марта 2015 |
| Анна занимается розысками Хамзина и находит машину с дипломатическими номерами ближневосточной страны. На связь с Брагиным выходит сам бен Джалид, который напоминает ему о цели его миссии - мести. |    |          |              |                 |               |
| 10 | 10 | TBA      | Павел Лунгин | Неизвестно      | 25 марта 2015 |
| Басов навещает Брагина, предлагая тому стать третьим в партийном списке. Брагин советуется с семьёй и не без помощи дочери получает общее согласие. Он просит Анну сохранить их отношения в секрете, давая понять, что продолжения не будет. Чтобы выманить Хамзина, Анна заставляет Азиза назначить ему встречу и организовывает захват. Но всё идёт не по плану.                                                             |    |          |              |                 |               |
| 11 | 11 | TBA      | Павел Лунгин | Неизвестно      | 25 марта 2015 |
| Басов узнаёт о том, что бен Джалид жив, и понимает, что тот может отомстить ему за предательство. Анна, раздавленная расставанием с Брагиным и травмированная взрывом, полностью поглощена разгадыванием плана бен Джалида. Это становится её навязчивой идеей. |    |          |              |                 |               |
| 12 | 12 | TBA      | Павел Лунгин | Павел Лунгин    | 26 марта 2015 |
| Брагин готовится к теракту, записывает предсмертное видео с объяснением своих мотивов. Катя чувствует беспокойство отца и понимает, что что-то не так. Она просит его не ходить на выступление Басова, но тот непреклонен. Брагин надевает пояс шахида и уезжает в Кремль. |    |          |              |                 |               |

## В ролях
- Владимир Машков — майор (1—5 серии) / полковник (6—12 серии) морской пехоты Алексей Брагин (прототип: Николас Броуди)
- Виктория Исакова — эксперт-аналитик контртеррористического центра ФСБ Анна Зимина (прототип: Кэрри Мэтисон)
- Сергей Маковецкий — полковник ФСБ Михаил Вольский (прототип: Сол Беренсон)
- Мария Миронова — Елена Брагина, жена Брагина (прототип: Джессика Броуди)
- Валериу Андриуцэ[9] — бен Джалид (прототип: Абу Назир)
- Софья Хилькова — Екатерина Алексеевна (Катя) Брагина, дочь Алексея Брагина (прототип: Дана Броуди)
- Эрик Холявко-Гришин — Иван Алексеевич (Ваня) Брагин, сын Алексея Брагина (прототип: Крис Броуди)
- Владимир Вдовиченков — Дмитрий Брагин (прототип: Майк Фабер)
- Николай Добрынин — генерал-полковник Максимов
- Илья Исаев — Багмет, полковник, директор контртеррористического центра (прототип: Дэвид Эстес)
- Тимофей Трибунцев — Марат
- Алиса Хазанова — жена Вольского (прототип: Мира Беренсон)
- Андрей Мерзликин — депутат Олег Басов (прототип: Уильям Уолден)
- Камаль Баллан — Азиз Бен Максуд, дипломат